# セイジ・カアハアイナ＝トーレス
セイジ・カアハアイナ＝トーレス（Saige Ka'aha'aina-Torres, 2000年7月30日 - ）は、アメリカ合衆国の女子バレーボール選手。アメリカ代表。

## 来歴

### クラブチーム
ハワイ州ホノルル出身。ユタ大学から2021年にテキサス大学オースティン校へ編入。2022年のビッグ-12カンファレンスで優勝しベストセッター賞を受賞。同年のNCAA女子バレーボール選手権大会で優勝に貢献した。卒業後はプエルトリコのクラブを経て、2023年6月、フランスのVandœuvre Nancy Volley-Ballへ入団、2023/24シーズンのフランスリーグ、フランスカップに出場した。2024年5月、新設されたLOVBに参戦することが発表され、オースティン所属となった。2024/25シーズンのLOVBでは優勝を果たした。

### 代表チーム
2025年、シニア代表に初選出された。

## 受賞歴
- 2022年 - ビッグ-12カンファレンス ベストセッター賞

## 所属クラブ
- ユタ大学（2018-2021年）
- テキサス大学オースティン校（2021-2023年）
- Changas de Naranjito（2023年）
- Vandœuvre Nancy Volley-Ball（2023-2024年）
- LOVBオースティン（2024年-）